# Jean Oury
Jean Oury (ur. 5 marca 1924, zm. 15 maja 2014) – francuski psychiatra i psychoanalityk. Założyciel i dyrektor kliniki psychiatrycznej La Borde w mieście Cour-Cheverny w centralnej Francji. Był członkiem Freudowskiej Szkoły Paryskiej od założenia jej przez Jacques'a Lacana aż do jej rozwiązania. Jego współpracownikami byli François Tosquelles i Lucien Bonnafe. Razem stworzyli podwaliny metodyczne dla psychoterapii instytucjonalnej, która wywarła wpływ na praktykę terapeutyczną Frantza Fanona i Félixa Guattariego oraz na ruch Antypsychiatrii w latach 60 XX wieku.